# Калкера-Фронтале (Бергамо)
Калкера-Фронтале је насеље у Италији у округу Бергамо, региону Ломбардија.
Према процени из 2011. у насељу је живело 848 становника. Насеље се налази на надморској висини од 643 м.